# Castello di Allègre-les-Fumades
Il Castello di Allègre-les-Fumades, chiamato comunemente castello d'Allègre, è un castello in rovina situata nel comune omonimo del dipartimento francese del Gard.

## Storia
La prima menzione del castrum de Alegrio risale al 1163, quando Bernard de Ferreyroles rese omaggio a Bernard Pelet, barone di Alès.
Nel 1211, una pergamena di Filippo II di Francia segnalava il castrum di Allegrio diocesis Uticensis come appartenente a diverse famiglie signorili che condividevano il dominio di Allègre per concessione del vescovo di Uzès.
Nel 1314 la parte principale della signoria passò da Guillaume de Randon alla famiglia Budos, che la mantenne fino alla sua estinzione alla fine del XVII secolo. Il patrimonio della famiglia passò quindi al principe De Conti, discendente di Henriette de Budos, duchessa di Montmorency. Nel 1780 ciò che restava della tenuta di Allègre fu venduto a Jacques-Marcellin-Denis de Bérard, visconte di Montalet.
Dal 25 luglio 1997 il castello è iscritto come Monumento storico.

## Architettura
Situato a 275 metri di altitudine e visibile a 15 chilometri di distanza, il castello d'Allègre è un complesso fortificato che si estende su un ettaro e mezzo. Domina la media valle della Cèze e offre un ampio panorama sulle Cévennes e sul Mont Bouquet.
Due sentieri portano al castello: il sentiero ovest parte da La Bégude passando per il Mas d'Allègre. Attraversa le rovine del villaggio di Allègre e sbuca nei pressi di casa Loubier, un'antica torre dell'XI secolo pesantemente rimaneggiata nel tempo, occupata fino al 1906 da un agricoltore di nome Loubier.
Il sentiero orientale, antica via reale tra Uzès e Saint-Ambroix, raggiunge il parcheggio sottostante il castello, lungo la strada in direzione di Lussan.
I due sentieri si incrociano nei pressi delle rovine della cinta inferiore e della casa Loubier.
La planimetria generale del sito elaborata dall'archeologa Sophie Aspord-Mercier permette di orientarsi nell'antico sito fortificato.
Il portico d'ingresso sembra databile tra il XIV e il XIV secolo. A ovest, adiacente al portico, si trova la cappella romanica risalente all'XI secolo, sormontata da una cortina muraria del XIV-XV secolo.
Il recinto occidentale dell'antico castrum è attraversato da tre aperture che recano alla casa Laurent Vincent, la prima casa del villaggio di Allègre sotto al castello, che conserva una parte datata al XII secolo e un'altra tra il XVII e il XVII secolo.
La Torre Sud, parzialmente in rovina, è costruita a picco sul dirupo.
Sul bordo della falesia meridionale, il palazzo principale della fortezza si componeva di una quindicina di ambienti (soggiorni, locali di guardia, locali di servizio, spazi di produzione e deposito, ecc.). Sono visibili le diverse fasi di costruzione e sviluppo nel corso di due secoli. Parte del complesso è interrato.
A sud-est si incontrano i resti di un altro edificio abitativo. All'estremità orientale del castello si trova la Casa nobiliare orientale, ancora in piedi ma con evidenti crepe nei muri della parte settentrionale.
I resti dell'edificio nord, risalente al XII secolo, si compongono di una torre quadrata e da un vano adiacente e sono stati portati alla luce nel 2004.
La torre Nord-Est è ancora in piedi ed è a pianta rettangolare; vi è annessa una costruzione più stretta e a pianta irregolare.
Tra la torre Nord-Est e la casa Loubier si trova una cortina cieca del XIV secolo: include un gruppo di edifici che hanno subito rimaneggiamenti fino agli inizi del XX secolo.
Ai margini della casa Laurent Vincent, alcune tavole di orientamento permettono di individuare elementi significativi del paesaggio: dall'altura del castello si possono riconoscere alcuni massicci montuosi, il Pic Saint-Loup e il Mont Mézenc, nonché alcuni oppida.